# Evrei na zemle
Evrei na zemle (Евреи на земле) è un cortometraggio del 1927 diretto da Abram Matveevič Room.

## Trama
Il documentario di propaganda sovietica L'ebreo e la terra fu realizzato dall'OZET alla fine degli anni '20 nell'ambito di una campagna contro l'antisemitismo nell'URSS. Il film mostra come i lavoratori ebrei colonizzino le zone del Mar Nero e le terre della Crimea. Vengono create comuni per lo sviluppo produttivo di terre abbandonate, dove la vita si svolge esclusivamente all'interno di una realtà coloniale. I coloni ebrei sono rappresentati come un'unica grande famiglia, sullo sfondo delle manifestazioni di antisemitismo che si intensificarono nell'URSS alla fine degli anni '20.